# Simon Ardé
Simon Ardé, také Simon Ardi, Symon van Antwerpen alias Tovenaer (1594, Antwerpy (?) – 22. srpna 1638, Řím) byl vlámský barokní malíř.

## Život
Většinu svého života strávil v Itálii, v Římě byl od roku 1620, možná už od roku 1617. Nejsou o něm známy žádné podrobnější informace. Byl jedním ze spoluzakladatelů spolku Bentvueghels z roku 1623, který byl založen jako společenský klub hlavně holandských a vlámských umělců pracujících v Římě. Přezdívka, kterou dostal v Bentvueghels, byla "Tovenaer", což znamená "Čaroděj". Jeho portrét se objevuje na jednom z anonymních výkresů členů Bentvueghelovců z roku 1623 a nyní se nachází v muzeu Boijmans Van Beuningen v Rotterdamu. Na kresbě je Simon Ardé zpodobněn jak nalévá alkohol do sklenic ostatních členů Bentvueghels: Jean Ducamps, Pieter Anthonisz. van Groenewegen a Joost Campen. Pod jeho portrétem je napsáno "Sijmon van Antwerpen Alias Den Tooveaner", který se překládá jako "Simon z Antverp, alias Čaroděj". Podle toho se soudí, že Ardé pocházel z Antverp. Zůstal v Římě až do své smrti dne 22. srpna 1638.

## Dílo
Není známa žádná jeho dochovaná práce.